# Bengala
|  | Per a altres significats, vegeu «Bengala (desambiguació)». |

Bengala és una regió d'Àsia actualment repartida entre Índia i Bangladesh.

## Població i llengua
Els bengalís sembla d'extracció mongoloide, dravídica i ària; excepte al nord i est la principal aportació és dravídica, però a la Bengala pròpia hi ha un fort element mongoloide; a Bihar és una barreja entre dravídics i aris. Llengües dravídiques es parlen al sud de l'Índia a Tamil Nadu i Andhra Pradesh, però també a Chota Nagpur entre els oraons, els males i altres tribus. De les invasions tribals des del nord-est hi ha elements de llengües mon-anam i mon-khmer i un dialecte de la família és parlat pels khasis. Noves invasions van portar elements lingüístics tibetobirmans que resten en els ponds i els chandals de Bengala oriental (d'origen tibetà) i en els kochs, mechs i garos, d'origen birmà. Les invasions dels aris des del nord-oest van xocar amb les dels mongoloides del nord-est; els aris es van establir a Bihar però quasi no van arribar a Bengala directament encara que si culturalment imposant la seva llengua i religió.

## Història

### Origen i territori
Segons la llegenda el rei Bali de la raça lunar va tenir cinc fills amb la reina Sudeshna: Anga, Vanga, Kalinga, Pundra, i Suhma. Cadascun va fundar un regne que va portar el seu respectiu nom. Vanga (també Banga) ocupava el delta del Ganges al sud del Padma, entre el Bhagirathi i l'antic curs del Brahmaputra. El regne fou conquerit pels Pandava Bhini i per Raghu.
En temps de Ballal Sen (segle xi) la regió a l'est del Bhagirathi es va anomenar Bagri (regió que va donar origen a la casta dels bagdis), i Banga ocupava la porció oriental del delta del Ganges; la part occidental del delta era coneguda com a Rarh, que en prakrit sonava com a Lala. La combinació de Banga i Lala va donar Bangala (deformat en Bengala).
Durant el període musulmà el nom de Bengala es va donar a tota la regió del delta i les conquestes a l'est del Brahmaputra i nord del Padma i foren incloses. Sota els britànics les factories de la Companyia Britànica de les Índies Orientals entre Balasore (Orissa) fins a Patna (Bihar) van formar la colònia dels Establiments de Bengala. El 1765 els britànics van adquirir la zona del delta i es va formar la presidència de Bengala de facto formada pels territoris directament dependents del governador general; amb l'ampliació de les conquestes el nom de Bengala es va estendre a tot el nord de l'Índia sota domini britànic. Amb Warren Hastings el seu títol oficial era de "governador general de Fort William a Bengala". El 1836 les anomenades Províncies Superiors, adquirides pocs anys abans, van formar un govern (nominalment dependent) conegut com a Províncies del Nord-oest (Agra) i la Bengala del delta (amb Bihar i Orissa i les Províncies Centrals) fou coneguda com a Baixa Bengala o Províncies Inferiors i en van formar part després Assam (1826) i el Panjab (1849) (Oudh fou annexionat el 1856 però incorporat a les Províncies del Nord-oest) i el nom s'aplicava fins i tot a Birmània (després de 1842). Aquesta circumstància era deguda al fet que totes aquestes zones eren d'influència de l'Exèrcit de Bengala, separat dels exèrcits de Bombai i de Madras.
L'autoritat estricta del tinent governador de Bengala es va concentrar el 1854 en Bengala, Bihar, Orissa, Chota Nagpur i Assam (aquesta separada el 1874) i la subprovíncia anomenada Bengala pròpia estava formada pels territoris a l'est del Bhagirathi i Mahananda, on la llengua dominant era el bengalí.

### Bihar fins a la conquesta musulmana
Bihar formà part del regne de Magadha (els districtes britànics de Patna, Gaya i Shahabad). La capital era a Rajagriha (Rajgir) a uns 50 km al nord-est de Gaya. Al nord del Ganges hi havia el país de Videha o Mithila, centre del coneixement del sànscrit (districtes britànics de Darbhanga, Champaran i el nord de Muzaffarpur) i el regne de Vaisali (que ocupava la part sud del districte de Muzaffarpur); a l'est estava el regne d'Anga (amb els que foren els districtes britànics de Monghyr, Bhagalpur i Purnia), fins al riu Mahananda. Tots aquests territoris són esmentats al Mahabhrata; Magadha és anomenada sota el nom de Kikota al Rigveda, i Mithila s'esmenta al Satyapatha Brahmana. A Magadha, Sidarta Gautama, Buda, va desenvolupar la seva religió i Mahavira va crear la religió jainista. A la mort de Buda, un sudra de nom Nanda, va arrabassar el tron als kshattriya i va fundar una nova dinastia que va tenir capital a la confluència entre el riu Son i el Ganges, en una ciutat anomenada Pataliputra prop de la moderna Patna. Chandragupta, un rei de l'Índia occidental contemporani d'Alexandre el Gran, a la mort del rei macedoni va organitzar un poderós exèrcit que va expulsar els grecs. Llavors va dirigir el seu exèrcit contra el rei de Magadha, Dhema Nanda al que va derrotar i matar i va assolir el tron de Maghada estenent el seu domini sobre gran part del nord de l'Índia. Va resistir a Seleuc I Nicàtor i finalment es va fer la pau: les províncies selèucides més orientals i segurament la vall de Kabul van ser cedides a Chandragupta, i es va establir una aliança matrimonial. Megastenes fou enviat com ambaixador selèucida a Pataliputra i fou allí on va escriure la seva obra sobre l'Índia on descriu el regne com ben organitzat i fort, amb un exèrcit de seixanta mil homes de peu, trenta mil cavallers i vuit mil elefants podent arribar a mobilitzar a sis-cents mil homes. El net de Chandragupta, Asoka, va pujar al tron vers 272 aC i nou anys després va conquerir Kalinga; els horrors de la campanya el dugueren cap al budisme que va difondre arreu de l'Índia i fora.
Al segle iv va arribar al poder la dinastia hindú dels Gupta amb capital a Pataliputra la sobirania de la qual fou reconeguda a Bihar i Bengala. El peregrí xinès Hiuen Tsiang al segle vii va estar al nord de Bihar i diu que estava dividit en Vriji al nord i Vaisali al sud, arribant fins al Mahananda. Al sud del Ganges hi havia Hiranya Parvana (el que fou el districte britànic de Monghyr) i Champa (el sud del districte de Bhagalpur, Santal Parganas, i Birbhum). Els reis dels dos països eren khetauris d'origen mai. Al segle ix la dinastia budista fundada per Gopal va incloure Bihar en els seus dominis i va durar fins a la conquesta per Muhammad-i-Bakhtyar Khilji el 1197 quan els soldats musulmans van destruir la capital Odantapuri i van massacrar als monjos budistes.

### Bengala fins a la conquesta musulmana
Al temps del Mahabharata, Bengala pròpia amb Assam, formava el poderós regne de Pragjyotisha, o Kamarupa. El seu rei Bhagadatta va lluitar a la famosa batalla de Kurukshettra; el regne arribava a l'oest fins al riu Karatoya i fou governat per prínceps d'ètnia mongoloide; encara era un regne de gran importància quan el va visitar el peregrí xinès Hiuen Tsiang al segle VII. Al sud-oest del regne de Pragjyotisha, entre el Karatoya i el Mahananda hi havia el regne de Pundra o Paundravardhana, poblat pels ponds, que haurien donat nom a Patna, i que tenien capital segurament a Mahastan a la dreta de l'antic riu Karatoya, o a Pandua, prop de Malda. Existia al segle iii aC i un germà d'Asoka s'hi va refugiar com a monjo budista; també existia quan Hiuen Tsiang va visitar la zona al segle VII i encara al segle viii (al segle xi tanmateix encara era lloc de pelegrinatge). A l'est del Bhagirathi i sud de Pundra hi havia Banga o Samatata, poblat pels que serien els ancestres dels chandals; a l'oest del Bhagirathi hi havia Karna Suvarna (Burdwan, Bankura, Murshidabad, i Hooghly), on dominava el rei gupta Sasanka o Narendra, el darrer dels guptes, que era un fanàtic adorador de Xiva, i va envair Magadha al segle vii; la capital era segurament Rangamati (districte de Murshidabad); aquesta zona va formar el regne de Tamralipta o Suhma (posteriors districtes britànics de Midnapore i Howrah) regit per reis kaibarttas.
Pràcticament no se sap res de la política interna als regnes de Bengala abans de la dinastia Pala sorgida al segle ix en el país anomenat abans Anga; els pala es van estendre a Bihar i a Bengala del nord; els seus rastres es troben al sud de Dinajpur. Els pala igual que els reis de Pundra, eren budistes però tolerants amb l'hinduisme. Van ser expulsats de la Bengala pròpia a la meitat del segle xi per un rei anomenat Vijaya Sen, de la família Sen o Sena, però van conservar Bihar per un temps. El seu poder s'estenia per les regions orientals i el delta al final del segle X i van arribar a dominar tota Bengala del Mahananda i el Bhagirathi a l'oest fins al Karatoya i l'antic curs del Brahmaputra a l'est. Els sena eren hinduistes i van eliminar progressivament al budisme. El rei principal fou Ballal Sen, que va reorganitzar el sistema de castes i va dividir Bengala en 4 parts: Rarh, a l'oest del Bhagirathi, corresponent a l'antiga Karna Suvarna; Barendra, entre el Mahananda i el Karatoya, corresponent a l'antic regne de Pundra; Bagri (Bagdi) o Bengala del sud; i Vanga o Bengala oriental. Va conquerir i annexionar Mithila, on es va inaugurar una nova era amb l'accessió del seu fill, Lakshman Sen que va tenir capital a Nabadwip encara capital quan es va produir la invasió de Muhammad-i-Bakhtyar (Muhammad Khilji) al final del segle XII; el rei sena va fugir a Orissa però els seus descendents van mantenir un domini precari a Bengala oriental amb capital a
Bikrampur al districte de Dacca durant 120 anys més.

### Orissa fins a la conquesta musulmana
Orissa formà part del regne de Kalinga, que anava de la boca del Ganges a la del Godavari i fou conquerit per Asoka a la meitat del segle iii aC; un segle després tornava a ser independent i el jainisme fou llavors la religió dominant fins al segle II quan es va imposar el budisme que encara floria el 640. Però la dinastia de Kalinga estava en plena decadència: el 610 una inscripció de Sasanka, rei de Magadha, assegura haver conquerit una part del regne, i el 640 el regne fou conquerit pel rei Harsa o Harshavardhana de Kanauj. Al segle x i xii Orissa hauria estat sota govern dels reis kesari que haurien deixat com record els temples de Bhubaneswar i les ruïnes de les muntanyes Alti, però l'existència d'aquests reis és incerta; va seguir la dinastia dels Chora Ganga de Kalinganagar, de religió vaixnavita, constructors del famós temple de Jagannath a Puri i de la pagoda Negra a Konarak. A patir del 1200 foren freqüents les lluites amb els musulmans que ja dominaven Bihar i Bengala. El 1361 el sultà tughlúquida de Delhi Firuz Shah Tughluk (1351-1388) va dirigir personalment una expedició a Orissa. El 1434 Kapileswar Deva, de la línia solar, va usurpar el tron d'Orissa i va estendre els seus dominis cap al sud on les expedicions musulmanes havien portat la desorganització fins al riu Penner; els seus successors foren privats d'aquestes adquisicions progressivament pels sultans musulmans de Golconda mentre al nord els atacs musulmans es feien més insistents.

### Conquesta musulmana
Muhammad-i-Bakhtyar Khilji, el general musulmà que reconeixia la sobirania de Muizz al-Din Muhammad de Gor, va conquerir Bihar el 1197 i va entrar a Bengala prenent possessió de Gaur i Nabadwip sense lluita. Va envair Tibet sense èxit i al seu retorn va perdre part del seu exèrcit a mans dels mehcs de l'est del Karatoya. No obstant la major part de Bengala va caure en mans dels successius governadors musulmans (amb seu a Gaur i Lakhnawti, sota sobirania dels sultans de Delhi.
Mughis al-Din Toghril (1277-1282), el setzè governador, antic esclau i favorit del sultà Giyath ad-Din Balban Ulugh Khan (1266-1287/1288), en veure que Balban estava ocupat per l'avanç dels mongols a l'occident, es va revoltar, i va derrotar l'exèrcit imperial enviat contra ell. Llavors el mateix Balban va anar a la zona (1282) i va sorprendre i matar el governador rebel matant gran nombre dels seus seguidors. El govern fou donat al seu fill Nasir al-din Bughra que va encetar la dinastia de governadors balbànides. El 1332 el sud de Bihar fou annexionat directament al sultanat restant separat del govern de Bengala (sota el que va restar segurament el nord de Bihar). El 1338 el governador Fakhr al-Din Mubarak es va revoltar contra Muhammad Shah II Tughluk (1325-1351) i es va fer independent a Bengala i nord de Bihar fundant la primera de les dinasties que van regir Bengala en els segles següents (molts eren paixtus o turcs i alguns esclaus eunucs abissinis i fins i tot Raja Kans Ganesh de Dinajpur fou hinduista però el seu fill que el va succeir es va fer musulmà). El sobirà musulmà de Bengala Haji Shams al-Din Ilyas, va fundar Hajipur vers 1352.
El 1397 tot el Bihar va passar al sultanat de Jaunpur. Però a finals del segle xv tornava a estar en mans del sultanat de Delhi que va conservar la regió excepte per un temps quan el rei de Bengala Ala al-Din Husain i el seu fill Nasir al-Din Nusrat (que van regnar entre 1494 i 1533), van aconseguir el domini temporal del territori al nord del Ganges. Ala al-Din Husain va conquerir el regne de Kamatpur al nord-est i va saquejar Orissa i Bihar. El nord de Bihar estava a la meitat del segle xiv sota domini de reis bramans però generalment vassalls dels reis de Bengala o Gaur fins a la meitat del segle xvi. Al segle xv hi havia una dinastia hindú que governava a Champaran i Gorakhpur. A la meitat del segle xv un aventurer musulmà, Khan o Khanja Ali, va obtenir unes terres en jagir del rei de Gaur, i es va estendre a la regió anomenada els Sundarbans, on va exercir sobirania fins a la seva mort el 1459.

### Imperi Mogul
El 1526 Baber va enderrocar a la dinastia afganesa Lodi de Delhi i va dirigir el seu exèrcit contra els afganesos de Bihar i Bengala que foren derrotats el 1528 i 1529; els sobirans van abandonar Bihar i es van refugiar a Bengala, però els reis de Bengala foren derrotats a la batalla del riu Gogra. A la mort de Baber (1530) els afganesos de Bengala es van reagrupar sota un germà del darrer sultà Lodi de Delhi, però foren decisivament derrotats per Humayun el 1531 en una batalla prop de Lucknow.
Sher Shah Suri, un descendent de la casa dels reis suri de Gor que d'un ofici humil havia arribat a primer ministre dels governants afganesos de Bengala i Bihar i s'havia establert a Chunar, es va sotmetre a Humayun el 1531 de manera nominal, però durant els sis anys següents, mentre Humayun estava ocupat en altres llocs, Sher Shah es va apoderar de tota Bengala. El 1537 Humayun es va dirigir contra ell i va assetjar durant sis mesos a Chunar que fou conquerida mentre Sher Shah seguia a Bengala; quan Humayun va avançar cap a Bengala, Sher Shah es va fer fort a Rohtasgarh, que va capturar per un estratagema, i no va fer cap esforç per aturar al seu enemic; Humayun es va confiar i va perdre sis mesos a Bengala i de sobte es va adonar que Sher Shah li havia tallat les comunicacions amb Delhi i que no podia rebre assistència; llavors va haver de lliurar una decisiva batalla a Buxar, en la que fou derrotat. Humayun va fugir i Sher Shah va recuperar Bengala i va expulsar al governador mogol que s'havia establert a Gaur i es va proclamar rei de Bihar i Bengala (1539). A l'any següent va derrotar a Humayun a Kanauj i va entrar a Delhi.
Sher Shah fou un sobirà fort i capacitat i durant el seu govern Bengala va gaudir de pau i prosperitat. Va morir el 1545 i només deu anys després Humayun va recuperar Delhi que estava en mans d'un nebot de Sher. Però Bengala va restar en mans de la dinastia Suri i després els Kararani (1564-1576). El general Raju conegut com a Kala Pahar, al servei del fundador de la dinastia Kararani, Sulayman Kararani, va conquerir Orissa el 1568, després d'un període de guerra civil al regne que havia portat a la usurpació del tron per Mukud Deo. Els kararani van reconèixer la sobirania d'Akbar el Gran, però el 1574 es van revoltar; després de la derrota i execució del darrer sobirà kararani Dawud Khan Kararani el 1576 Bengala va passar a l'Imperi Mogol. Vers 1574 un conseller hindú de Dawud Khan va obtenir un jagir a la regió anomenada dels Sundarbans, amb capital a Khulna (prop de Kaliganj) al que després fou districte de Jessore; el seu fill Pratapaditya, fou un dels dotze caps o bhuiyes que va governar el sud i est de Bengala nominalment com a vassalls de l'emperador i de fet independents; revoltat contra l'emperador fou derrotat i fet presoner pel virrei Man Singh (cap de l'exèrcit mogol a Bengala de 1589 a 1606); entre els altres bhuiyes d'aquest temps cal esmentar a Paramananda Rai, que governava un petit regne a Chandradwip al sud-est del que fou el districte britànic de Backergunge, i a Isa Khan, sobirà de Sonargaon, prop de Dacca, considerat sobirà de tots els altres reis i que va fer la guerra als reis koch de Kamarupa.
Bengala va restar en mans de l'imperi Mogol fins a la seva descomposició (fou cedida a la Companyia Britànica de les Índies Orientals el 1765). Sota els mogols Bihar va tenir capital a Bihar (ciutat) al sud de Patna i el territori va agafar el nom de la capital. Els afganesos, després de ser derrotats, es van refugiar a Orissa; el governador o virrei Raja Man Singh els va derrotar el 1592 però no foren totalment sotmesos fins al 1611 sota el virrei mogol Islam Khan. En aquest temps foren freqüents les incursions dels maghs d'Arakan i els pirates portuguesos establerts a les illes a les boques del riu Meghna. Per això el virrei Islam Khan va traslladar la capital de Gaur (o les ciutats veïnes de Panduji i Rajmahal) a Dhaka, on excepte per un breu període va restar fins que el virrei Murshid Quli Jafar Khan va convertir a Murshidabad en la seva capital a la primera part del segle xviii.
Quan Xa Jahan es va revoltar contra el seu pare Jahangir el 1621, i fou derrotat, va fugir al Dècan on altre cop fou derrotat i llavors va decidir ocupar Bengala; va ocupar per sorpresa Orissa i amb l'ajut dels afganesos locals va enderrocar al virrei i es va apoderar de tota la província que va dominar durant dos anys (1622-1623) fins que fou derrotat i es va haver de sotmetre. A la mort de Jahangir va esdevenir emperador i el 1639 va nomenar al seu fill Sultan Shuja com a virrei de Bengala. Aquest va lluitar contra el seu germà Aurangzeb però fou derrotat per Mir Jumla i va fugir a Arakan on va morir miserablement i Mir Jumla fou recompensat amb el virregnat de Bengala que va dirigir amb gran habilitat. El 1661 i 1662 va envair Cooch Behar i Assam però els rigors del clima i les malalties entre les seves tropes el van obligar a retornar, morint de disenteria que havia agafat a l'expedició, just després d'arribar a Dacca. Vegeu Història d'Assam.

### Territoris perifèrics de Bengala

#### Territoris del nord i est
Al nord de Bengala les tribus mongoles havien creat regnes des del segle xv. Al final d'aquest segle el rei principal era Nilambar el tercer rei d'una línia de sobirans khen. Poc després Biswa Singh, l'ancestre dels reis kochs, va fundar una nova dinastia que va governar del Karatoya a l'Assam central; fins al 1661 Mir Jumla no va adquirir de manera permanent el territori fins a Goalpara. Per altra banda el territori després anomenat Chittagong Hill Tracts estava abans del segle xvii en mans de Tripura o dels maghs d'Arakan, però a la primera meitat del segle xvii aquest territori fou sotmès a Bengala.

#### Orissa i Chota Nagpur
Orissa (incloent-hi Midnapore), fou conquerida el 1568 pels afganesos (el ja esmentat general Kala Pahar) i va restar en possessió dels afganesos fins al 1592 quan fou annexionada per Man Singh, el virrei de Bengala, encara que el darrer reducte no fou conquerit fins al 1611. Un governador separat es va establir a Orissa inicialment però després Midnapore i Balasore foren agregats al govern de Bengala. El 1751 Ali Wardi Khan va cedir la província als Bhonsle marathes de Nagpur sota els que va restar fins a la conquesta britànica el 1803.
Chota Nagpur, anomenada Jharkand (avui Jharkhand) a l'Akharadma estava governat per tribus aborígens: els cheros dominaven a Palamau, els mundes a Ranchi i els bhuiyes i gonds als estats d'Orissa. El sud del territori fou conquerit per Akbar el Gran vers 1576 i Palamau ho fou per Shah Jahan; els caps dels principats més remots van romandre independents fins que foren sotmesos pels marathes a la segona la meitat del segle xviii.

### Nawabs de Bengala
A la mort d'Aurangzeb el 1707 el governador (virrei) de Bengala era Murshid Quli Jafar Khan, un braman convertit a l'islam. Va saber aprofitar els conflictes per fer-se virtualment independent i en endavant la sobirania mogol fou només nominal.

### Domini britànic

#### Establiments europeus
Els primers comerciants europeus a la zona foren els portuguesos que es van establir a Chittagong i Satgaon vers el 1530. El 1586 Ralph Fitch informava que estaven ben establerts a Hooghly-Chinsurah. Representants de la Companyia Britànica de les Índies Orientals procedents de Surat van visitar Patna el 1620. El 1625 els holandesos es van establir a Chinsura i Pipli al nord d'Orissa. El 2 de febrer de 1634 els britànics van obtenir permís de l'emperador per establir factories a Bengala, a Hooghly-Chinsurah, Balasore, Kasimbazar i Patna. El 1642 la primera factoria britànica a Orissa fou oberta a Balasore. El 1658 es va establir la factoria d'Hugli i el 1659 un firman imperial donat a un metge britànic de nom Boughton que havia curat a l'esposa de l'emperador, va facilitar la tasca als britànics i es van obrir les de Kasimbazar i Patna i pocs anys després una altra a Dhaka. El 1658 el grup de factories foren posades sota dependència del govern de Fort Saint George a Madras. El 1676 les factories de Bengala van formar un districte comercial amb Hugli per capital; el 3 de setembre de 1681 Bengala es va constituir en agència de la Companyia Britànica de les Índies Orientals (Agència de Bengala) i va restar integrada el 17 de juliol de 1682 a la nova presidència de Coromandel i dels Establiments de Bengala que va existir fins al 1694. A causa de les exaccions dels oficials del nawab, Job Charnock va ocupar la part nord de la moderna Calcuta temporalment el 1686 i definitivament el 1690.

#### Presdidència de Fort William a Bengala
El govern d'aquests territoris (presidència de Coromandel i dels Establiments de Bengala) fou transferit a Madras fins al 1698 en què es van comprar tres pobles (Calcuta, Sutanuti i Gobindpur) a canvi d'un tribut, i es va decidir crear una presidència a Bengala. De facto va restar sota autoritat de Madras fins al 26 de maig de 1700, quan es va crear oficialment l'anomenada presidència de Fort William a Bengala (el fort William, a Calcuta, es va acabar el 1710). El 1717 la compra de 1698 fou ratificada i ampliada a 38 pobles més amb un pagament de 8121 rúpies a l'any.
El 1756 el nawab Shuja al-Dawla es va alarmar en veure que els anglesos fortificaven Calcuta sense permís (per la rivalitat amb França que havia establert una posició a Chandernagore el 1688). Calcuta fou atacada i conquerida pel nawab i es va produir la coneguda matança del Forat Negre: els presoners europeus, 146 en total, foren confinats en una petita sala de 5,5 x 4,5 metres i l'endemà tots menys 23 van ser trobats morts per asfíxia. Un contingent fou enviat immediatament des de Madras dirigit per Robert Clive, que el 1757 va avançar cap a Murshidabad. El nawab li va sortir al pas a Plassey però fou derrotat i Mir Jafar proclamat nou nawab al seu lloc amb el suport dels britànics. El 1760 Mir Jafar fou enderrocat pel seu gendre Mir Kasim que aviat es va mostrar exasperat per les exigències de la companyia i dels seus oficials, i va iniciar hostilitats però fou derrotat en dues batalles i va fugir cap a Oudh després de fer matar els presoners anglesos a Patna. Va obtenir l'ajut de l'emperador mogul Shah Alam III i del nawab Shudja al-Dawla d'Oudh (Awadh); l'exèrcit aliat dirigit per Mir Kasim fou derrotat a Buxar el 23 d'octubre de 1764 pel major britànic Hector Munro que manava 857 soldats europeus i 6.213 nadius. Aquesta victòria va assegurar Bengala als britànics. L'autoritat civil a Bengala, Bihar i Orissa fou cedida per l'emperador a la Companyia, a perpetuïtat. Orissa romania en aquest temps en mans dels marathes als que havia estat cedida, i hi va restar fins al 1803. Al mateix temps que s'adquiria Bengala els britànics també van ocupar Chandernagor als francesos però finalment els fou restaurat i fou administrat des de Pondicherry.

#### Govern directe britànic
Mir Djafar o Mir Jafar fou restaurat al tron de Bengala (1765) amb l'anomenada administració dual: els nawabs haurien de complir els acords de la companyia, cobrar els impostos i atendre la defensa del país, mentre els britànics portarien l'administració comercial i civil; els impostos foren recaptats pels naib-nawabs (ajudants del nawab). El sistema no fou satisfactori i el poble havia de pagar més del que podia i la recaptació va baixar. El 1769 i 1770 hi va haver una gran fam, i es creu que va morir un terç de la població. El 1770 es va abolir el poder del nawab (els nawabs de Murshidabad romanien al poder nominalment com a representants de l'emperador i no com a sobirans per dret propi) i es van fer algunes proves sobre el govern. L'ampliació de territoris provocada per la victòria de Baxar del 1764 amb la cessió formal de sobirania de l'emperador (1765), i l'abolició de la dinastia local dels nawabs de Murshidabad, va desplaçar el centre de govern de l'Índia de Madras a Calcuta (1770). El 1774 el govern general de l'Índia i el govern de Bengala formaven de facto el mateix govern (el govern de Bengala sol, sense comptar els governs supeditats de Bombai i Madras, va arribar a ocupar tres quarts de l'Índia a la meitat del segle xix). Finalment després de certes proves entre 1770 i 1774, en aquest darrer any es va decidir establir un nou sistema, introduït per Warren Hastings amb col·lectors europeus a cada districte en què estava dividit el país (aleshores catorze) i amb la recaptació a càrrec seu; també oficials europeus van assolir els tribunals civils amb jutges nadius com auxiliars; les corts criminals (Fawjdari Adalat) van romandre sota jutges musulmans però el col·lector vigilaria que les decisions fossin imparcials. Es van crear corts d'apel·lació superiors a Calcuta, una civil i una criminal. Més tard els col·lectors europeus foren substituïts per nadius i la superintendència de la recaptació fou confiada a sis consells provincials a Calcuta, Burdwan, Dhaka, Murshidabad, Dinajpur i Patna. El sistema va patir algunes modificacions, sobretot amb Lord Cornwallis (1786) quan el sistema original de Hastings fou restablert però amb la diferència que el col·lector mateix seria jutge civil i magistrat; inicialment hi va haver alguns casos judicials destacats que van requerir apel·lació però el 1793 es van establir noves corts de justícia portades per empleats de la companyia que tractaven els casos que no eren competència dels magistrats i després es van establir jutges separats a cada districte amb jutges nadius subordinats pels casos menors. Altres modificacions es van fer després el 1829.

#### Partició i Presidencia/Província
El 1836 la presidència de Bengala fou dividida en dos parts: Fort William a Bengala i Agra o Províncies del Nord-oest; en aquest darrer govern fou nomenat un tinent-governador subordinat mentre el governador general de l'Índia continuava administrant la resta. El governador general va ser autoritzat, quan estava absent de la província, a nomenar un subgovernador entre els membres del seu consell, amb autoritat només sobre Bengala, sistema que va restar en funcionament fins al 1854 quan el governador general i els governadors de consell foren rellevats de l'administració directa i es va formar el govern de Bengala separat del general de l'Índia, una presidència sense president, amb les subprovíncies de Bengala, Bihar, Orissa i Chota Nagpur a més del comissariat d'Assam, tot sota un tinent-governador. Es donava el cas que el governador general estava molt sovint fora de Bengala, a Bombai, Madras, Aden, Birmània, l'Índia occidental i Europa, i l'administració l'havia de portar el governador de consell, que era el membre més vell del consell i, per tant, subjecte a freqüents canvis, i la província no tenia una continuïtat de govern.
La rebel·lió dels sipais no va tenir gaire repercussió a Bengala; hi va haver motins a Berhampore, Dinapore i Dacca però foren ràpidament controlats; a Bihar el motí principal fou a Shahabad; els amotinats de Dinapore i les tropes d'un zamindar local rajput, van atacar Arrah, on es va a produir la defensa pels civils i sikhs d'Arrah considerada un gran episodi de valentia de la història de l'exèrcit britànic.
El 1864 els atacs bhutanesos i els ultratges contra els enviats britànics a Bhutan va provocar una campanya en què es van conquerir els Duars és a dir els passos entre les muntanyes i les planes, i el 1865 un tractat va cedir aquests territoris als Britànics a canvi d'un pagament anual. El 1874 es va separar del govern de Bengala el comissariat d'Assam que va formar una nova província sota un cap comissionat. El 1888 els tibetans van avançar cap a Sikkim i els britànics hi van enviar tropes i els van derrotar obligant-los a sortir d'aquest regne, el qual que fou posat sota protectorat britànic i on es va nomenar un oficial com a resident polític. Va seguir un tractat comercial amb Tibet, tractat que no va donar fruits i fou substituït pel tractat de Lhasa de 1904.

#### Divisió del 1905 al 1912
El 16 d'octubre de 1905 Bengala (amb les quatre subprovincies que la formaven) es va dividir en dues grans províncies: Bengala Oriental que fou unida a Assam (formant la Bengala Oriental i Assam, amb les dues subprovíncies de Bengala Oriental i d'Assam) i Bengala (de facto Bengala Occidental amb les subprovíncies de Bengala Occidental, Bihar, Orissa i Chota Nagpur). L'experiment fou criticat degut al predomini musulmà a la Bengala Oriental i hindú a l'occidental, i les dues províncies es van reunificar l'1 d'abril de 1912, però Bihar i Orissa (incloent-hi Chota Nagpur) va formar una província separada iu Assam fou reconstituïda en província el 1917.

#### Anys previs a la independència
Bengala fou afectada pels moviments antibritànics de desobediència civil als anys vint i el Quit India Movement el 1942, entre d'altres. El [1 d'abril] de 1937 es va constituir un nou govern de la presidència de Bengala amb una limitada autonomia interna; el govern va estar en mans primer de la Lliga Musulmana de l'Índia (1937-1943) i després de la facció de la Lliga Musulmana de la Província de Bengala (1943-1947). El 1946 un referèndum va establir novament la divisió del territori: la part oriental va votar massivament per la seva incorporació al futur Pakistan; els districtes de Sylhet a Assam, que també va votar en el mateix sentit fou agregat a Bengala Oriental, on es va formar un govern provisional fins a la independència (prevista per al cap de dos mesos) dominat per la Lliga Musulmana de la Província de Bengala; la resta de Bengala, anomenada Província de Bengala Occidental, va formar un govern provisional dirigit pel partit del Congrés de l'Índia; aquesta província fou convertida un temps després de la independència en el que avui és l'estat de Bengala Occidental a l'Índia, mentre la Bengala Oriental va formar el Pakistan Oriental dins de Pakistan, i el 1960 fou una de les dues províncies de Pakistan (l'altra fou Pakistan Occidental) fins al 1971 quan es va fer independent amb el nom de Bangladesh després d'una curta guerra i amb suport de l'Índia.

## Llista de sobirans

### Dinastia Pala
- Gopala I vers 750-770
- Dharmapala vers 770-810
- Devapala vers 810-850
- Vigrahapala I vers 850- 875
- Narayanapala vers 875-908
- Rajyapala vers 908-935
- Gopala II vers 935-952
- Vigrahapala II vers 952-988
- Mahipala I vers 988-1038
- Nayapala vers 1038-1055
- Vigrahapala III vers 1055-1070
- Mahipala II vers 1070-1075
- Shurapala vers 1075-1077
- Ramapala vers 1077-1120
- Kumarapala vers 1120-1125
- Gopala III vers 1125-1144
- Madanapala vers 1144-1161

### Dinastia Sena
- Ballalasena vers 1161-1178
- Lakhsmanasena vers 1178-1205 (1202 s'inicia la conquesta musulmana)
- Vishvarupasena vers 1205-1220
- Keshavarsena vers 1220-1250

### Governadors musulmans dels sultans de Delhi
- Muhammad-i-Bakhtyar Khilji 1202-1205
- Izz al-Din Muhammad Shiran 1205-1208
- Ala al-Din Mardan 1208-1211
- Ghiyath al-Din Iwas 1211-1226
- Nasir al-Din Mahmud 1226-1229 (fill del sultà Shams al-Din Iltutmish)
- Ala al-Din Jasi 1229
- Sayf al-Din Aybak 1229-1233
- Izz al-Din Toghrul Tughan 1233-1244
- Kamar al-Din Tamar 1244-1246
- Ikhtiyar al-Din Yuzbak 1246-1258
- Jalal al-Din Masud 1258
- Izz al-Din Balban 1258-1260 (després emperador Giyath al-Din Balban Ulugh Khan)
- Muhammad Arslan Tatar Khan 1260-?
- Sher Khan ?
- Amin Khan ?-1277
- Mughis al-Din Toghril 1277-1282

### Governadors (balbànides) de Gaur
- Nasir al-Din Bughra (fill de Balban) 1282-1291
- Rukn al-Din Kaikaus (fill) 1291-1302
- Shams al-Din Firuz Shah (fill) I 1302-1318
- Shihab al-Din Bughra (a Bengala occidental) 1318-1319
- Ghiyath al-Din Bahadur (a Bengala oriental 1318-1319, a Bengala occidental 1319-23) 1318-1330
- Nasir al-Din Ibrahim (a Bengala occidental, Lakhnawti) 1323-1325
- Izz al-Din Azam al-Mulk (a Bengala oriental, Satgaon) 1323-1339
- Bahram Shah (a Bengala Oriental) a 1324-1336
- Qadr Khan o Kadar Khan (a Bengala occidental) 1325-1339

### Reis de Gaur
- Fakhr al-Din Mubarrak Shah (a Bengala oriental) 1336-1349, governador, després primer sobirà independent (1338)
- Ala al-Din Ali Shah (a Bengala occidental) 1339-1345
- Ikhtiyar al-Din Ghazi Shah (a Bengala Oriental) 1349-1352
- Shams al-Din Ilyas Shah (a Bengala occidental 1345-1352, tota Bengala 1352-1358)
- Sikandar I 1358-1390
- Ghiyath al-Din Azam (Bengala oriental 1369-1390) 1390-1396
- Sayf al-Din Hamza 1396-1406
- Shams al-Din 1406-1410
- Shihab al-Din Bayazid Shah I 1410-1414
- Firuz II 1414-1415

#### Dinastia Ganesh
- Raja Ganesh (1409-1418) 1415-1418
- Jalal al-Din Muhammad 1418-1431
- Shams al-Din Ahmad 1431-1436

### Reis de Gaur

#### Ilyàsides
- Nasir al-Din Mahmud I 1437-1459
- Rukn al-Din Barbak I 1459-1474
- Shams al-Din Yusuf 1474-1481
- Sikandar II 1481
- Jalal al-Din Fath Shah 1481-1486

#### Habshis
- Sharada Barbak II 1486-1487
- Sayf al-Din Firuz III 1487-1489
- Nasir al-Din Mahmud II 1489-1490
- Shams al-Din Muzaffar 1490-1494

#### Husainites
- Ala al-Din Husayn Shah 1494-1518
- Nasir al-Din Nusrat Shah 1518-1533
- Ala al-Din Firuz IV Shah 1533
- Ghiyath al-Din Mahmud III Shah 1533-1538

### Suri
- Conquesta mogol, Humayun 1537-1538
- Sher Shah Suri 1539-1545 (Emperador de Delhi 1540)
- Islam Shah Suri 1545-1553
- Mohammed Shah V Suri 1553-1554
- Firuz Shah Suri, 29 d'abril al 2 de maig de 1554
- Ibrahim III Suri 1554-1555
- Sikander Shah Suri 1555-1556
- Adil Shah Suri 1556

#### Governadors afganesos, reis el 1556
- Khidr 1540-1545
- Mohammed Khan 1545-1555
- Bahadur 1555-1561 (1556 rei)
- Ghiyath al-Din Jalal 1561-1564

### Dinastia Kararani o Karakani
- Sulaiman Kararani 1564-1572
- Bayazid II Kararani (fill) 1572
- Dawud Khan Kararani (germà) 1572-1576
- Conquesta d'Akbar el Gran 1576

### Virreis (nawabs) mogols
- Khan Jahan 1576-1579
- Muzaffar Khan 1579-1580
- Raja Todar Mal 1580-1582
- Khan Azim 1582-1584
- Shahbaz Khan 1584-1589
- Raja Man Singh 1589-1606
- Kutb al-Din Kokatash 1606-1607
- Jahangir Kuli 1606-1607
- Shaykh Islam Khan 1607-1613
- Kasim Khan 1613-1618
- Ibrahim Khan 1618-1622
- Shah Jahan príncep imperial després emperador) 1622-1623
- Khanazad Khan 1623-1626
- Mukarram Khan 1626-1627
- Fidai Khan 1627-1628
- Kasim Khan Jabuni 1628-1632
- Azim Khan 1632-1637
- Islam Khan Mashahdi 1637-1639
- Sultan Shuja (príncep imperial) 1639-1660
- Mir Jumla 1660-1664
- Shaista Khan 1664-1677
- Fadai Khan 1677-1678
- Sultan Muhammad Azim 1678-1680
- Fadai Khan (segona vegada) 1680-1689
- Ibrahim Khan II 1689-1697
- Azim ash-Shan 1697-1703

### Nawabs de Murshidabad, nominals governadorsde factoindependents
- Murshid Quli Jafar Khan 1703-1727
- Shuja al-Din Khan 1727-1739
- Safaraz Khan 1739-1740
- Ali Werdi Khan 1740-1756
- Siraj al-Daula 1756-1757

### Nawabs de Bengala (protectorat britànic)
- Mir Djafar 1757-1760
- Mir Kasim 1760-1763
- Mir Djafar (restaurat) 1763-1765
- Najim al-Dawlah 1765-1766
- Saif al-Dawlah 1766-1770 (nominal)

### Bengala britànica
- Primers establiments a Hugli, Balasore, Kasimbazar i Patna, governadors britànics locals, 1634
- Subordinats al govern de Madras 1658-1676
- govern de districte a Hugli 1676-1681
- Agència de Bengala 1681 -1684
  - 1681-1684 William Hedges
  - 1684 - 1685 John Beard

- Presidència de Coromandel i Establiments de Bengala 1682-1694 (Hugli capital fins a 1690)
  - 1684 - 1685 William Gyfford
  - 1685 - 1693 Job Charnock
  - 1693 Francis Ellis (interí)
  - 1693 - 1694 Charles Eyre

- Establiments de Bengala Dependència de la presidència de Madras 1694-1698 (de facto 1700)
  - 1694 - 1698 Charles Eyre
  - 1698 - 1699 John Beard
  - 1699 - 1700 Charles Eyre (segona vegada)
- Presidència de Fort William a Bengala (1700-1774) 
  - 1700 - 1701 Charles Eyre
  - 1701 - 1705 John Bead
  - 1705 Edward Littleton
  - 1705 - 1710 govern del Consell (Council)
  - 1710 - 1711 Anthony Weltden
  - 1711 - 1713 John Russell
  - 1713 - 1718 Robert Hedges
  - 1718 - 1723 Samuel Flake
  - 1723 - 1726 John Deane
  - 1726 - 1728 Henry Frankland
  - 1728 Edward Stephenson
  - 1728 - 1732 John Deane (segona vegada)
  - 1732 - 1739 John Stackhouse
  - 1739 - 1746 Thomas Broddyll
  - 1746 - 1748 John Forster
  - 1748 - 1749 William Barwell
  - 1749 - 1752 Adam Dawson
  - 1752 - 1752 William Fytche
  - 1752 - 1756 Roger Drake
  - 1756 - 1760 Sir Robert Clive
  - 1760 John Zephaniah Holwell (interí)
  - 1760 - 1764 Henry Vansittart
  - 1764 - 1765 John Spencer (interí)
  - 1765 - 1767 Robert Clive, Baró Clive de Plassey (segona vegada)
  - 1767 - 1769 Harry Verelst
  - 1769 - 1772 John Cartier
  - 1772 - 1774 Warren Hastings
- Cessió imperial 1765, annexió 1770

#### Presidència de Bengala i govern general de l'Índia unitsde facto
Governadors generals de l'Índia i governadors de Bengala
- 1774 - 1785 Warren Hastings
- 1785 - 1786 John Macpherson (interí)
- 1786 - 1793 Charles Mann Cornwallis, marquès de Cornwallis
- 1793 - 1798 Sir John Shore
- 1798 Sir Alured Clarke (interí)
- 1798 - 1805 Richard Colley Wellesley, baró Wellesley (el 1799, Richard Colley Wellesley, marquès Wellesley)
- 1805 Charles Cornwallis, marquès de Cornwallis
- 1805 - 1807 Sir George Hilario Barlow (interí)
- 1807 - 1813 Gilbert Elliot-Murray-Kynynmound, Baró Minto
- 1813 - 1823 Francis Rawdon-Hastings, baró de Moira (1817 Francis Rawdon-Hastings, marquès de Hastings)
- 1823 John Adam (interí)
- 1823 - 1828 William Pitt Amherst, baró d'Amherst (1826 William Pitt Amherst, compte d'Amherst)
- 1828 William Butterworth Bayley (interí)
- 1828 - 1835 William Henry Cavendish-Bentinck, Lord Bentinck
- 1835 - 1836 Sir Charles Theophilus Metcalfe (interí)
- 1836 - 1842 George Eden, baró Auckland (11 desembre 1839, George Eden, comte d'Auckland)
- 1842 - 1844 Edward Law, baró Ellenborough
- 1844 William Wilberforce Bird (interí)
- 1844 - 1848 Henry Hardinge, vescomte Hardinge
- 1848 - 1854 James Andrew Broun Ramsay, (4 de juny de 1849, marquès i baró de Dalhousie)

- Tinents governadors de la província (de fet una presidència sense president i una província amb subprovíncies) 
  - 1854 - 1859 Frederick James Halliday
  - 1859 - 1862 John Peter Grant
  - 1862 - 1866 Sir Cecil Beadon
  - 1867 - 1871 William Grey
  - 1871 - 1874 George Campbell
  - 1874 - 1877 Richard Temple
  - 1877 - 1879 Ashley Eden
  - 1879 - 1882 Stewart Colvin Bayley (interí)
  - 1882 - 1885 Augustus Rivers Thompson
  - 1885 - 1887 Horace Abel Cockerell (interí)
  - 1887 - 1890 Sir Stewart Colvin Bayley (segona vegada, ara titular)
  - 1890 - 1893 Charles Alfred Elliot
  - 1893 - 1895 Anthony Patrick MacDonnell
  - 1893 - 1897 Alexander Mackenzie
  - 1897 - 1898 Sir Charles Cecil Stevens (interí)
  - 1898 - 1902 John Woodburn
  - 1902 - 1903 James Austen Bourdillon (interí)
  - 1903 - 1906 Arthur Henderson Leith Fraser
- 1905 partició entre les províncies de Bengala Oriental i Assam i de Bengala (Bengala occidental) 
  - 1906 Lancelot Hare (interí)
  - 1906 - 1908 Sir Francis Alexander Slacke
  - 1908 - 1911 Sir Edward Norman Baker
  - 1911 - 1912 Sir Frederick William Duke
- 1912, reunificació, però amb Bihar i Orissa separades (i el 1917 separada Assam), ara sota governadors
  - 1912 - 1917 Thomas David Gibson-Carmichael, Baró Carmichael de Skirling
  - 1917 - 1922 Lawrence John Lumley Dundas Henry Wheeler (interí)
  - 1922 - 1927 Victor Alexander George Robert Bulwer-Lytton, Earl de Lytton
  - 1927 - 1932 Francis Stanley Jackson
  - 1932 - 1934 Sir John Anderson
  - 1934 - 1937 John Ackroyd Woodhead (interí)

#### Presidència de Bengala
- Governadors/presidents 
  - 1937 Sir John Anderson
  - 1937 - 1938 Michael Herbert Rudolph Knatchbull-Hugessen, Baró Brabourne
  - 1939 - 1939 Robert Neil Reid (interí)
  - 1939 - John Ackroyd Woodhead (segona vegada, ara titular)
  - 1939 - 1943 John Arthur Herbert
  - 1943 - 1944 Thomas George Rutherford (interí)
  - 1944 - 1946 Richard Gardiner Casey
  - 1946 - 1947 Sir Frederick John Burrows
- Ministres en cap
- 1937 - 1943 A.K. Fazlul Huq, de la Lliga Musulmana
- 1943 - 1945 Khwaja Nazimuddin, de la Lliga Musulmana de la Província de Bengala
- 1945 - 1946 Govern del governador
- Ministre en cap de Bengala oriental 
  - Juny de 1946 a 15 d'agost de 1947 Huseyn Shaheed Suhrawardy, de la Lliga Musulmana de la Província de Bengala
- Ministre en cap de Bengala occidental 
  - 3 de juliol de 1946 - 15 d'agost de 1947 Prafulla Ghosh, del partit del Congrés